# Noman Benotman
Noman Benotman (geb. 1967), arabisch نعمان بن عثمان, DMG Nuʿmān b. ʿUṯmān, ist ein libyscher politischer Aktivist. Er ist heute Präsident der Quilliam Foundation und war zeitweise Mitglied der Libyschen Islamischen Kampfgruppe.

## Leben
Benotman wurde 1967 in Libyen geboren. In den frühen 1980er Jahren musste er wegen „Revolutionsfeindlichkeit“ sein Studium in Libyen beenden. Danach begann sein Interesse am Islamismus. Nach Versuchen, sein Studium wieder aufzunehmen und Arbeit in einem familiären Unternehmen in Spanien kehrte er nach Libyen zurück und schloss sich von dort aus den Mudschahedin an, die gegen die sowjetische Besetzung Afghanistans kämpften. Er nahm 1992 an der Eroberung Kabuls teil und reiste 1994 von dort nach Khartum, das damals ein Drehkreuz des weltweiten Dschihadismus war. Er beteiligte sich an der Gründung der Libyschen Islamischen Kampfgruppe (LIFG) im Jahr 1995, die sich die Beseitigung der Herrschaft Muammar al-Gaddafis durch eine Kombination aus niedrigschwelligem Guerillakrieg in den Städten und politischem Terrorismus zum Ziel setzte. Sie wollte Gaddafis Herrschaft durch ein islamistisches System ersetzen. 1996 verübte sie einen gescheiterten Anschlag auf Gaddafi. In seiner Zeit in der dschihadistischen Szene gelang es ihm, enge Beziehungen zu Schlüsselfiguren wie Osama bin Laden, Aiman az-Zawahiri, Dschalaluddin Haqqani und anderen aufzubauen. Er registrierte, wie sich der Kampf der Dschihadisten von der Verfolgung nationaler Ziele zu einem globalen Krieg gegen den Westen wandte, und hielt diese Entwicklung für gefährlich. Nach den Terroranschlägen vom 11. September 2001 stieg er aus der LIFG aus und distanzierte sich in mehreren Briefen an deren Führung vom Terrorismus. In der Folgezeit lebte er in London, näherte sich an die Quilliam Foundation an und spielte eine Schlüsselrolle bei der Deradikalisierung und dem Ausstieg früherer Mitglieder der LIFG. Er erreichte schließlich deren Auflösung und handelte mit Gaddafi die Freilassung mehrerer hundert Mitglieder aus libyschen Gefängnissen aus.
2011 solidarisierte er sich mit den Protesten des Arabischen Frühlings und kehrte von 2014 bis 2017 in den Mittleren Osten zurück. Bei den seit 2014 erneut ausgebrochenen Kämpfen in Libyen unterstützte er zunächst General Chalifa Haftar, wandte sich dann aber der Regierung Fayiz as-Sarradschs zu, für die er eine Sendung bei Libya TV moderiert. Mohammad Eljarh, ein Mitgründer des libyschen Think Tanks Libya Outlook for Research and Consulting,  wirft ihm eine spaltende und aggressive Sprache vor, auf die die Gegenseite im gleichen Tonfall antworte.